# André Bourgeois
André Antoine Marie Joseph Bourgeois (Izegem, 7 maart 1928 – Gent, 18 oktober 2015) was een Belgisch volksvertegenwoordiger, senator, minister en burgemeester voor de CVP.

## Levensloop
Bourgeois promoveerde tot doctor in de rechten en licentiaat in de bestuurswetenschappen aan de universiteit van Gent. In 1956 werd hij advocaat aan de balie van Kortrijk. Hij vestigde zich in Izegem en huwde met Marie Cécile "Ciske" Van Daele.
Hij werd politiek actief voor de CVP en behoorde tot de middenstandsvleugel van de partij. Van 1955 tot 1962 was hij nationaal ondervoorzitter van de CVP-Jongeren en van 1965 tot 1977 was hij ondervoorzitter van de CVP-afdeling van het arrondissement Roeselare. Hij was eveneens voorzitter van het NCMV in Izegem en vanaf 1971 arrondissementsvoorzitter van het Instituut voor Politieke Vorming.
Van 1965 tot 1994 was hij gemeenteraadslid van Izegem. Van 1965 tot 1970 was hij er burgemeester en na de gemeentefusie was hij van 1977 tot 1982 eerste schepen. Ook werd hij van 1965 tot 1971 provincieraadslid van West-Vlaanderen voor het district Izegem.
Van 1971 tot 1977 en van 1978 tot 1995 zetelde voor het arrondissement Roeselare-Tielt in de Kamer van volksvertegenwoordigers. In de Kamer was hij van 1985 tot 1988 en van 1988 tot 1992 secretaris en van januari tot mei 1988 ondervoorzitter. Daarnaast was hij van 1977 tot 1978 provinciaal senator en van 1995 tot 1999 rechtstreeks verkozen senator in de Belgische Senaat. Hij was voorzitter van de onderzoekscommissie over illegale wapenhandel (1987-1989) en van die over de organisatie van de bestrijding van criminaliteit en terrorisme (1988-1990). Hij zette zich in voor amnestie van repressieslachtoffers. Van 1992 tot 1995 was hij bovendien minister van Kleine en Middelgrote Ondernemingen en Landbouw in de Regering-Dehaene I.
In de periode december 1971-oktober 1980 had hij als gevolg van het toen bestaande dubbelmandaat ook zitting in de Cultuurraad voor de Nederlandse Cultuurgemeenschap, die op 7 december 1971 werd geïnstalleerd. Vanaf 21 oktober 1980 tot 20 mei 1995 was hij lid van de Vlaamse Raad, de opvolger van de Cultuurraad en de voorloper van het Vlaams Parlement.

## Eretekens
- Grootkruis in de orde van Leopold II (9 juni 1999)
- Commandeur in de Leopoldsorde (14 november 1991)
- Burgerlijke Medaille 1e klasse (1 maart 1991)
- Ridder in de Kroonorde (8 juli1969)
- Grootofficier in de orde van Oranje-Nassau (12 februari 1996, Nederland)